# Sjællandske midtbane
Den sjællandske midtbane, også kaldet Midtbanen er en nu delvis nedlagt jernbanestrækning på Sjælland.

## Historie
Den store jernbanelov fra 1908 indeholdt en statsbane fra Næstved over Herlufmagle, Glumsø, Sandby, Ringsted, Hvalsø, Skibby, Frederikssund og Slangerup til Hillerød. Det skulle være en enkeltsporet uindhegnet bane. Ved en lovændring i 1917 blev det besluttet at indhegne banen og at gøre Næstved-Ringsted til en dobbeltsporet hovedbane, som kunne aflaste den daværende sydbane via Køge og gøre turen København-Næstved 2 km kortere.
Det kuperede terræn krævede mange høje dæmninger og dybe gennemskæringer. For at undgå overskæringer i niveau blev der bygget mange broer, alene 11 mellem Ringsted og Hvalsø. Både i Ringsted og Frederikssund blev der opført nye stationsbygninger, der lå bedre for den nye bane.
Den dobbeltsporede strækning Næstved-Ringsted eksisterer stadig og blev i 1950'erne en del af Sydbanens hovedstrækning. Ringsted-Frederikssund blev nedlagt i 1936. Hvalsø-Frederikssund blev dermed den danske jernbanestrækning, der har haft kortest levetid: 7½ år.
Midtbanen skulle være ført videre til Hillerød, hvor den kunne sluttes til den eksisterende bane Hillerød-Helsingør. Undervejs ville den også have fået forbindelse med Slangerupbanen. Strækningen Frederikssund-Hillerød blev aldrig færdig, men man var kommet langt med anlæg af broer, dæmninger og gennemskæringer inden projektet blev opgivet. Det forberedte tracé mellem Hillerød og Brødeskov/Nørre Herlev blev i 1947 udnyttet til en omlægning af Hillerød-Frederiksværk-Hundested Jernbane.
Broen over Roskilde Fjord ved Frederikssund blev pillet ned kort efter nedlæggelsen og genbrugt som jernbanebroen over Limfjorden i Aalborg. Også i Hvalsø blev Midtbanen genbrugt, idet Kalundborgbanen på nogle hundrede meter blev forlagt til Midtbanens spor.

## Strækningsdata
- Åbnet:
  - Næstved-Ringsted (26,8 km) 1. juni 1924
  - Ringsted-Hvalsø (22,9 km) 15. august 1925
  - Hvalsø-Frederikssund (34,1 km) 17. november 1928
- Sporvidde: 1.435 mm

Ringsted-Frederikssund:
- Skinnevægt: 37 kg/m
- Ballast: Sten
- Maks. hastighed: 70 km/t
- Maks. akseltryk: 13,5 t
- Nedlagt: 15. maj 1936

## Standsningssteder (Ringsted-Frederikssund)
- Ringsted station i km 0,0 – forbindelse med Næstved, København-Korsør-banen og Køge-Ringsted Banen.
- Knudslund trinbræt i km 5,6.
- Ortved billetsalgssted i km 8,1.
- Jystrup station i km 12,1.
- Skjoldenæsholm billetsalgssted i km 13,8.
- Oldgård station i km 17,0.
- Tingerup trinbræt i km 20,0.
- Hvalsø station i km 22,9 – forbindelse med Kalundborgbanen.
- Bjergskov trinbræt i km 27,0.
- Kirke Såby station i km 29,4.
- Torkilstrup i km 32,1.
- Rye trinbræt (uofficielt) i km 33,0.
- Jenslev trinbræt i km 35,1.
- Kirke Hyllinge station i km 37,6.
- Biltris billetsalgssted i km 40,4.
- Skibby station i km 43,4.
- Bonderup Sjælland trinbræt i km 45,4.
- Krogstrup station i km 48,1.
- Lyngerup trinbræt i km 50,2.
- Femhøj billetsalgssted i km 52,5.
- Kalvøvej trinbræt i km 56,4.
- Frederikssund station i km 57,0 – forbindelse med Frederikssundbanen.

### Bevarede stationsbygninger
- Ortved: Ortved Stationsvej 35
- Jystrup: Skjoldenæsvej 31
- Oldgård: Svalmstrupvej 68
- Kirke Såby: Akacievej 4
- Kirke Hyllinge: Stationsvej 14
- Skibby: Stationsvej 13
- Krogstrup: Gl. Stationsvej 2
- Femhøj: Femhøj Stationsvej 21

Oldgård Station var Sjællands højest beliggende, 84 m o.h. Den har adskillige tilbygninger, som gør den svær at genkende som stationsbygning.

## Nedlagte strækninger hvor banetracéet er bevaret
9½ km af banens tracé er bevaret og tilgængeligt, bl.a. på Sporvejsmuseet Skjoldenæsholm, hvor der ligger 1,8 km spor med normal sporvidde 1435 mm, samt 300 meter med sporvidde 1 meter til museets sporvogne fra Århus, Flensborg og Basel. – og over for Frederikssund, hvor banedæmningen stikker 850 m ud i Roskilde Fjord.
- Stadig skinner fra Ringsted Station til Dyssegårdsvej
- Ved Jordemodervej lå Knudstrup trinbræt
- Nord for Skovly Camping
- Sti gennem skoven nord for sportspladsen i Jystrup
- Banedæmning på Skjoldenæsholm Golf Center
- Dæmningen ved starten af sporvognsstrækningen.
- Sporvejsmuseet Skjoldenæsholms skinner
- Nord for Bonderupvej
- På vej ud i Roskilde Fjord
- Enden af dæmningen over mod Frederikssund
- Den nu nedrevne viadukt under Lindholmvej

Desuden er der bevaret en del utilgængeligt banetracé: dæmninger på privat grund og tilgroede læbælter. Mange broer er bevaret, men enkelte er revet ned for at spare yderligere vedligeholdelse. Broen ved Bonderup trinbræt blev i marts-april 2009 erstattet af en dæmning. I efteråret 2012 blev viadukten der førte Lindholmvej over banengraven til Midtbanen ved Slangerup revet ned. Cirka 500 syd for Frederikssund Station, blev viadukten der fører Gammel Marbækvej over banegraven til Midtbanen, renoveret i 2017, og i 2012 blev viadukten der fører Sundbylillevej over banegraven til Midtbanen ligeledes renoveret. Mellem Uvelse og Nørre Herlev (Brødeskov) befinder der sig en viadukt som man kun lige kan ane hvos man kommer helt tæt på, idet banegraven er fyldt op. Der har været i hvert fald været fem vejoverføringer (viadukter) hvoraf tre af disse er revet ned, mellem Frederikssund og Slangerup, samt én jernbanebro, der skulle have ført Midtbanen over Oppe Sundbyvej, og måske også en jernbanebro over Sillebro Å. De fem vejoverføringer var var: 1:Gammel Marbækvej, 2: En vej med ukendt navn (nedrevet), 3: Roskildevej (nedrevet), 4: Gammel Slangerupvej (nedrevet), 5: Sundbylillevej. 